# Supercopa Sudamericana 1994
La Supercopa Sudamericana 1994 fue la séptima edición del torneo de clubes de América del Sur organizado por la Confederación Sudamericana de Fútbol que reunía a todos los campeones de la Copa Libertadores de América.
Independiente de Argentina se consagró campeón tras vencer a Boca Juniors en la final, reeditando el cruce decisivo de la edición de 1989, oportunidad en la que el club Xeneize se había coronado. Gracias al título, disputó la Recopa Sudamericana 1995 ante Vélez Sarsfield, ganador de la Copa Libertadores 1994.

## Formato
El torneo se desarrolló en un formato plenamente eliminatorio, en cuatro rondas desde los octavos hasta la final. Todas las llaves se disputaron en ida y vuelta. Ante la igualdad de puntos, obtenía la clasificación el equipo con mejor diferencia de goles; de persistir el empate, se efectuaron tiros desde el punto penal.
|                               | Equipos que entran en esta fase | Equipos que provienen de la fase anterior        |
| ----------------------------- | --- | ------------------------------------------------ |
| Octavos de final (16 equipos) | - Argentinos Juniors, Atlético Nacional, Boca Juniors, Colo-Colo, Cruzeiro, Estudiantes (LP), Flamengo, Grêmio, Independiente, Nacional, Olimpia, Peñarol, Racing Club, River Plate, São Paulo y Santos |                                                  |
| Cuartos de final (8 equipos)  | | - 8 equipos clasificados de los Octavos de final |

## Equipos participantes
| País                      | Equipo                                                                            | Copas Libertadores ganadas                                                                   |
| ------------------------- | --------------------------------------------------------------------------------- | -------------------------------------------------------------------------------------------- |
| Argentina 6 participantes | Argentinos Juniors Boca Juniors Estudiantes Independiente Racing Club River Plate | 1985 1977 – 1978 1968 – 1969 – 1970 1964 – 1965 – 1972 – 1973 – 1974 – 1975 – 1984 1967 1986 |
| Brasil 5 participantes    | Cruzeiro Flamengo Grêmio Santos São Paulo                                         | 1976 1981 1983 1962 – 1963 1992 – 1993                                                       |
| Chile 1 participante      | Colo-Colo                                                                         | 1991                                                                                         |
| Colombia 1 participante   | Atlético Nacional                                                                 | 1989                                                                                         |
| Paraguay 1 participante   | Olimpia                                                                           | 1979 – 1990                                                                                  |
| Uruguay 2 participantes   | Nacional Peñarol                                                                  | 1971 – 1980 – 1988 1960 – 1961 – 1966 – 1982 – 1987                                          |

### Distribución geográfica de los equipos
Distribución geográfica de las sedes de los equipos participantes:

## Resultados

### Cuadro de desarrollo
|  | Octavos de final      | Octavos de final      | Octavos de final      | Octavos de final      |   |                  | Cuartos de final   | Cuartos de final   | Cuartos de final   | Cuartos de final   |  |               | Semifinales         | Semifinales         | Semifinales         | Semifinales         |  |               | Final              | Final              | Final              | Final              |  |
|  | 7 al 29 de septiembre | 7 al 29 de septiembre | 7 al 29 de septiembre | 7 al 29 de septiembre |   |                  | 5 al 13 de octubre | 5 al 13 de octubre | 5 al 13 de octubre | 5 al 13 de octubre |  |               | 19 al 26 de octubre | 19 al 26 de octubre | 19 al 26 de octubre | 19 al 26 de octubre |  |               | 2 y 9 de noviembre | 2 y 9 de noviembre | 2 y 9 de noviembre | 2 y 9 de noviembre |  |
|  |                       |                       |                       |                       |   |                  |                    |                    |                    |                    |  |               |                     |                     |                     |                     |  |               |                    |                    |                    |                    |  |
|  |                       |                       |                       |                       |   |                  |                    |                    |                    |                    |  |               |                     |                     |                     |                     |  |               |                    |                    |                    |                    |  |
|  | Independiente         | 0                     | 4                     | 4                     |   |                  |                    |                    |                    |                    |  |               |                     |                     |                     |                     |  |               |                    |                    |                    |                    |  |
|  | Independiente         | 0                     | 4                     | 4                     |   |                  |                    |                    |                    |                    |  |               |                     |                     |                     |                     |  |               |                    |                    |                    |                    |  |
|  | Santos                | 1                     | 0                     | 1                     |   |                  |                    |                    |                    |                    |  |               |                     |                     |                     |                     |  |               |                    |                    |                    |                    |  |
|  | Santos                | 1                     | 0                     | 1                     |   | Independiente    | 1                  | 2                  | 3                  |                    |  |               |                     |                     |                     |                     |  |               |                    |                    |                    |                    |  |
|  |                       |                       |                       |                       |   | Independiente    | 1                  | 2                  | 3                  |                    |  |               |                     |                     |                     |                     |  |               |                    |                    |                    |                    |  |
|  |                       |                       | Grêmio                | 1                     | 0 | 1                |                    |                    |                    |                    |  |               |                     |                     |                     |                     |  |               |                    |                    |                    |                    |  |
|  | Racing Club           | 1                     | Grêmio                | 1                     | 0 | 1                | 1                  | 2                  |                    |                    |  |               |                     |                     |                     |                     |  |               |                    |                    |                    |                    |  |
|  | Racing Club           | 1                     |                       |                       |   |                  |                    |                    |                    |                    |  |               |                     |                     |                     |                     |  |               |                    |                    |                    |                    |  |
|  | Grêmio                | 1                     | 2                     | 3                     |   |                  |                    |                    |                    |                    |  |               |                     |                     |                     |                     |  |               |                    |                    |                    |                    |  |
|  | Grêmio                | 1                     | 2                     | 3                     |   |                  |                    |                    |                    |                    |  | Independiente | 0                   | 4                   | 4                   |                     |  |               |                    |                    |                    |                    |  |
|  |                       |                       |                       |                       |   |                  |                    |                    |                    |                    |  | Independiente | 0                   | 4                   | 4                   |                     |  |               |                    |                    |                    |                    |  |
|  |                       |                       | Cruzeiro              | 1                     | 0 | 1                |                    |                    |                    |                    |  |               |                     |                     |                     |                     |  |               |                    |                    |                    |                    |  |
|  | Cruzeiro              | 0                     | Cruzeiro              | 1                     | 0 | 1                | 4                  | 4                  |                    |                    |  |               |                     |                     |                     |                     |  |               |                    |                    |                    |                    |  |
|  | Cruzeiro              | 0                     |                       |                       |   |                  |                    |                    |                    |                    |  |               |                     |                     |                     |                     |  |               |                    |                    |                    |                    |  |
|  | Olimpia               | 2                     | 0                     | 2                     |   |                  |                    |                    |                    |                    |  |               |                     |                     |                     |                     |  |               |                    |                    |                    |                    |  |
|  | Olimpia               | 2                     | 0                     | 2                     |   | Cruzeiro         | 0                  | 3                  | 3                  |                    |  |               |                     |                     |                     |                     |  |               |                    |                    |                    |                    |  |
|  |                       |                       |                       |                       |   | Cruzeiro         | 0                  | 3                  | 3                  |                    |  |               |                     |                     |                     |                     |  |               |                    |                    |                    |                    |  |
|  |                       |                       | Estudiantes (LP)      | 1                     | 0 | 1                |                    |                    |                    |                    |  |               |                     |                     |                     |                     |  |               |                    |                    |                    |                    |  |
|  | Estudiantes (LP)      | 0                     | Estudiantes (LP)      | 1                     | 0 | 1                | 2                  | 2                  |                    |                    |  |               |                     |                     |                     |                     |  |               |                    |                    |                    |                    |  |
|  | Estudiantes (LP)      | 0                     |                       |                       |   |                  |                    |                    |                    |                    |  |               |                     |                     |                     |                     |  |               |                    |                    |                    |                    |  |
|  | Flamengo              | 0                     | 0                     | 0                     |   |                  |                    |                    |                    |                    |  |               |                     |                     |                     |                     |  |               |                    |                    |                    |                    |  |
|  | Flamengo              | 0                     | 0                     | 0                     |   |                  |                    |                    |                    |                    |  |               |                     |                     |                     |                     |  | Independiente | 1                  | 1                  | 2                  |                    |  |
|  |                       |                       |                       |                       |   |                  |                    |                    |                    |                    |  |               |                     |                     |                     |                     |  | Independiente | 1                  | 1                  | 2                  |                    |  |
|  |                       |                       | Boca Juniors          | 1                     | 0 | 1                |                    |                    |                    |                    |  |               |                     |                     |                     |                     |  |               |                    |                    |                    |                    |  |
|  | São Paulo             | 2                     | Boca Juniors          | 1                     | 0 | 1                | 1                  | 3                  |                    |                    |  |               |                     |                     |                     |                     |  |               |                    |                    |                    |                    |  |
|  | São Paulo             | 2                     |                       |                       |   |                  |                    |                    |                    |                    |  |               |                     |                     |                     |                     |  |               |                    |                    |                    |                    |  |
|  | Atlético Nacional     | 0                     | 1                     | 1                     |   |                  |                    |                    |                    |                    |  |               |                     |                     |                     |                     |  |               |                    |                    |                    |                    |  |
|  | Atlético Nacional     | 0                     | 1                     | 1                     |   | São Paulo        | 1                  | 4                  | 5                  |                    |  |               |                     |                     |                     |                     |  |               |                    |                    |                    |                    |  |
|  |                       |                       |                       |                       |   | São Paulo        | 1                  | 4                  | 5                  |                    |  |               |                     |                     |                     |                     |  |               |                    |                    |                    |                    |  |
|  |                       |                       | Colo-Colo             | 2                     | 1 | 3                |                    |                    |                    |                    |  |               |                     |                     |                     |                     |  |               |                    |                    |                    |                    |  |
|  | Argentinos Juniors    | 1                     | Colo-Colo             | 2                     | 1 | 3                | 1                  | 2                  |                    |                    |  |               |                     |                     |                     |                     |  |               |                    |                    |                    |                    |  |
|  | Argentinos Juniors    | 1                     |                       |                       |   |                  |                    |                    |                    |                    |  |               |                     |                     |                     |                     |  |               |                    |                    |                    |                    |  |
|  | Colo-Colo             | 4                     | 1                     | 5                     |   |                  |                    |                    |                    |                    |  |               |                     |                     |                     |                     |  |               |                    |                    |                    |                    |  |
|  | Colo-Colo             | 4                     | 1                     | 5                     |   |                  |                    |                    |                    |                    |  | São Paulo     | 0                   | 1                   | 1                   |                     |  |               |                    |                    |                    |                    |  |
|  |                       |                       |                       |                       |   |                  |                    |                    |                    |                    |  | São Paulo     | 0                   | 1                   | 1                   |                     |  |               |                    |                    |                    |                    |  |
|  |                       |                       | Boca Juniors          | 2                     | 0 | 2                |                    |                    |                    |                    |  |               |                     |                     |                     |                     |  |               |                    |                    |                    |                    |  |
|  | Boca Juniors          | 0                     | Boca Juniors          | 2                     | 0 | 2                | 4                  | 4                  |                    |                    |  |               |                     |                     |                     |                     |  |               |                    |                    |                    |                    |  |
|  | Boca Juniors          | 0                     |                       |                       |   |                  |                    |                    |                    |                    |  |               |                     |                     |                     |                     |  |               |                    |                    |                    |                    |  |
|  | Peñarol               | 1                     | 1                     | 2                     |   |                  |                    |                    |                    |                    |  |               |                     |                     |                     |                     |  |               |                    |                    |                    |                    |  |
|  | Peñarol               | 1                     | 1                     | 2                     |   | Boca Juniors (p) | 0                  | 1                  | 1 (6)              |                    |  |               |                     |                     |                     |                     |  |               |                    |                    |                    |                    |  |
|  |                       |                       |                       |                       |   | Boca Juniors (p) | 0                  | 1                  | 1 (6)              |                    |  |               |                     |                     |                     |                     |  |               |                    |                    |                    |                    |  |
|  |                       |                       | River Plate           | 0                     | 1 | 1 (5)            |                    |                    |                    |                    |  |               |                     |                     |                     |                     |  |               |                    |                    |                    |                    |  |
|  | Nacional              | 2                     | River Plate           | 0                     | 1 | 1 (5)            | 0                  | 2                  |                    |                    |  |               |                     |                     |                     |                     |  |               |                    |                    |                    |                    |  |
|  | Nacional              | 2                     |                       |                       |   |                  |                    |                    |                    |                    |  |               |                     |                     |                     |                     |  |               |                    |                    |                    |                    |  |
|  | River Plate           | 2                     | 1                     | 3                     |   |                  |                    |                    |                    |                    |  |               |                     |                     |                     |                     |  |               |                    |                    |                    |                    |  |
|  | River Plate           | 2                     | 1                     | 3                     |   |                  |                    |                    |                    |                    |  |               |                     |                     |                     |                     |  |               |                    |                    |                    |                    |  |
|  |                       |                       |                       |                       |   |                  |                    |                    |                    |                    |  |               |                     |                     |                     |                     |  |               |                    |                    |                    |                    |  |

- Nota: En cada llave, el equipo que ocupa la primera línea es el que definió la serie como local.

### Octavos de final
| 8 de septiembre de 1994 | Santos             | 1:0 (1:0) | Independiente | Estadio de Vila Belmiro, Santos |                           |
|                         | Rotchen 33' (a.g.) |           |               | Árbitro(s): Alfredo Rodas       | Árbitro(s): Alfredo Rodas |

| 22 de septiembre de 1994 | Independiente                                             | 4:0 (2:0) | Santos | Estadio La Doble Visera, Avellaneda                     |                                                         |
|                          | Arzeno 22' · Usuriaga 27' · Rambert 67' · H. Pérez (pen.) |           |        | Asistencia: 35 000 espectadores Árbitro(s): Julio Matto | Asistencia: 35 000 espectadores Árbitro(s): Julio Matto |

| 15 de septiembre de 1994 | Grêmio  | 1:1 (0:1) | Racing Club | Estadio Olímpico Monumental, Porto Alegre |                                    |
|                          | Fabinho |           | García      | Árbitro(s): Juan Francisco Escobar        | Árbitro(s): Juan Francisco Escobar |

| 29 de septiembre de 1994 | Racing Club | 1:2 (0:0) | Grêmio              | Estadio El Cilindro, Avellaneda |                               |
|                          | de Vicente  |           | Fabinho · Carlinhos | Árbitro(s): José Luis Da Rosa   | Árbitro(s): José Luis Da Rosa |

| 7 de septiembre de 1994 | Olimpia             | 2:0 (2:0) | Cruzeiro | Estadio Defensores del Chaco, Asunción |                              |
|                         | Sanabria · Delvalle |           |          | Árbitro(s): Javier Castrilli           | Árbitro(s): Javier Castrilli |

| 22 de septiembre de 1994 | Cruzeiro                                                            | 4:0 (2:0) | Olimpia | Estadio Mineirão, Belo Horizonte                          |                                                           |
|                          | Rogério Lage 26' · Nonato 41' (pen.) · Cleisson 51' · Edenilson 69' |           |         | Asistencia: 10 000 espectadores Árbitro(s): Iván Guerrero | Asistencia: 10 000 espectadores Árbitro(s): Iván Guerrero |

| 13 de septiembre de 1994 | Flamengo | 0:0 | Estudiantes | Estadio de Maracaná, Río de Janeiro |  |
|                          |          |     |             | Árbitro(s): Eduardo Dluzniewski     |  |

| 27 de septiembre de 1994 | Estudiantes       | 2:0 (1:0) | Flamengo | Estadio Jorge Luis Hirschi, La Plata                      |                                                           |
|                          | Ferreira · Méndez |           |          | Asistencia: 14 000 espectadores Árbitro(s): Sabino Fariña | Asistencia: 14 000 espectadores Árbitro(s): Sabino Fariña |

| 22 de septiembre de 1994 | Atlético Nacional | 0:2 (0:2) | São Paulo             | Estadio Atanasio Girardot, Medellín |                                 |
|                          |                   |           | Caio 13' · Euller 18' | Asistencia: 45 000 espectadores     | Asistencia: 45 000 espectadores |

| 29 de septiembre de 1994 | São Paulo    | 1:1 (0:1) | Atlético Nacional | Estadio de Morumbí, São Paulo                                 |                                                               |
|                          | Palhinha 79' |           | Serna 1' (pen.)   | Asistencia: 5 000 espectadores Árbitro(s): Francisco Lamolina | Asistencia: 5 000 espectadores Árbitro(s): Francisco Lamolina |

| 15 de septiembre de 1994 | Colo-Colo                                           | 4:1 (1:0) | Argentinos Juniors | Estadio Monumental, Santiago                                  |                                                               |
|                          | Pizarro 45' · Toninho Dos Santos 52' (pen.) 69' 77' |           | Torres 47'         | Asistencia: 16 700 espectadores Árbitro(s): Fernando Chappell | Asistencia: 16 700 espectadores Árbitro(s): Fernando Chappell |

| 28 de septiembre de 1994 | Argentinos Juniors | 1:1 (1:0) | Colo-Colo | Estadio José Amalfitani, Buenos Aires |                         |
|                          | Comas 40'          |           | Vega 58'  | Árbitro(s): René Ortubé               | Árbitro(s): René Ortubé |

| 14 de septiembre de 1994 | Peñarol             | 1:0 (1:0) | Boca Juniors | Estadio Centenario, Montevideo                             |                                                            |
|                          | Bengoechea 43' (TL) |           |              | Asistencia: 16.131 espectadores Árbitro(s): Márcio Rezende | Asistencia: 16.131 espectadores Árbitro(s): Márcio Rezende |

| 28 de septiembre de 1994 | Boca Juniors                                        | 4:1 (1:1) | Peñarol      | Estadio La Bombonera, Buenos Aires                           |                                                              |
|                          | Da Silva 44' · Carranza 76' · Pico 82' · Fabbri 85' |           | Aguilera 38' | Asistencia: 25.000 espectadores Árbitro(s): Cláudio Cerdeira | Asistencia: 25.000 espectadores Árbitro(s): Cláudio Cerdeira |

| 7 de septiembre de 1994 | River Plate                        | 2:2 (1:1) | Nacional          | Estadio Monumental, Buenos Aires |                                 |
|                         | Francescoli 17' (pen.) · Amato 70' |           | Canobbio 45', 68' | Árbitro(s): Salvador Imperatore  | Árbitro(s): Salvador Imperatore |

| 21 de septiembre de 1994 | Nacional | 0:1 (0:0) | River Plate | Estadio Centenario, Montevideo |                               |
|                          |          |           | Amato 89'   | Árbitro(s): João Paulo Araújo  | Árbitro(s): João Paulo Araújo |

### Cuartos de final
| 5 de octubre de 1994 | Grêmio    | 1:1 (0:0) | Independiente | Estadio Olímpico Monumental, Porto Alegre                       |                                                                 |
|                      | Ayupe 86' |           | Rambert 82'   | Asistencia: 24 000 espectadores Árbitro(s): Salvador Imperatore | Asistencia: 24 000 espectadores Árbitro(s): Salvador Imperatore |

| 12 de octubre de 1994 | Independiente               | 2:0 (1:0) | Grêmio | Estadio La Doble Visera, Avellaneda                                |                                                                    |
|                       | Usuriaga 33' · G. López 77' |           |        | Asistencia: 25 000 espectadores Árbitro(s): Juan Francisco Escobar | Asistencia: 25 000 espectadores Árbitro(s): Juan Francisco Escobar |

| 5 de octubre de 1994 | Estudiantes | 1:0 (0:0) | Cruzeiro | Estadio Jorge Luis Hirschi, La Plata |                               |
|                      | Verón       |           |          | Árbitro(s): Epifanio González        | Árbitro(s): Epifanio González |

| 12 de octubre de 1994 | Cruzeiro                                                 | 3:0 (0:0) | Estudiantes | Estadio Mineirão, Belo Horizonte                        |                                                         |
|                       | Roberto Gaúcho 63' · Nonato 81' (pen.) · Edenilson 90+2' |           |             | Asistencia: 34 300 espectadores Árbitro(s): Julio Matto | Asistencia: 34 300 espectadores Árbitro(s): Julio Matto |

| 5 de octubre de 1994 | Colo-Colo                                  | 2:1 (0:0) | São Paulo  | Estadio Monumental, Santiago                           |                                                        |
|                      | Etcheverry 62' (pen.) · Pizarro 87' (pen.) |           | Aílton 68' | Asistencia: 30 000 espectadores Árbitro(s): Aníbal Hay | Asistencia: 30 000 espectadores Árbitro(s): Aníbal Hay |

| 12 de octubre de 1994 | São Paulo                                           | 4:1 (0:0) | Colo-Colo    | Estadio de Morumbí, São Paulo   |                                 |
|                       | Euller 60' · Aílton 61' · Müller 84' · Palhinha 90' |           | Fracchia 88' | Árbitro(s): Armando Pérez Hoyos | Árbitro(s): Armando Pérez Hoyos |

| 5 de octubre de 1994 | River Plate | 0:0 | Boca Juniors | Estadio Monumental, Buenos Aires                             |  |
|                      |             |     |              | Asistencia: 55 000 espectadores Árbitro(s): Javier Castrilli |  |

| 13 de octubre de 1994 | Boca Juniors                                 | 1:1 (1:0) (5:4 p.)         | River Plate                                      | Estadio La Bombonera, Buenos Aires                             |                                                                |
|                       | Carranza 6'                                  |                            | Francescoli 48'                                  | Asistencia: 45 000 espectadores Árbitro(s): Francisco Lamolina | Asistencia: 45 000 espectadores Árbitro(s): Francisco Lamolina |
|                       |                                              | Tiros desde el punto penal |                                                  |                                                                |                                                                |
|                       | Márcico · Da Silva · Rudman · Acuña · Gamboa |                            | Francescoli · Amato · Rivarola · Silvani · Berti |                                                                |                                                                |

### Semifinales
| 19 de octubre de 1994 | Cruzeiro     | 1:0 (1:0) | Independiente | Estadio Mineirão, Belo Horizonte                              |                                                               |
|                       | Edenilson 7' |           |               | Asistencia: 50 000 espectadores Árbitro(s): Epifanio González | Asistencia: 50 000 espectadores Árbitro(s): Epifanio González |

| 26 de octubre de 1994 | Independiente                   | 4:0 (1:0) | Cruzeiro | Estadio La Doble Visera, Avellaneda                       |                                                           |
|                       | Usuriaga · Rambert · Serrizuela |           |          | Asistencia: 55 000 espectadores Árbitro(s): Alfredo Rodas | Asistencia: 55 000 espectadores Árbitro(s): Alfredo Rodas |

| 19 de octubre de 1994 | Boca Juniors                      | 2:0 (2:0) | São Paulo | Estadio La Bombonera, Buenos Aires                              |                                                                 |
|                       | Carranza 30' · Márcico 37' (pen.) |           |           | Asistencia: 50 000 espectadores Árbitro(s): Salvador Imperatore | Asistencia: 50 000 espectadores Árbitro(s): Salvador Imperatore |

| 26 de octubre de 1994 | São Paulo | 1:0 (0:0) | Boca Juniors | Estadio de Morumbí, São Paulo                          |                                                        |
|                       | Caio 72'  |           |              | Asistencia: 7 000 espectadores Árbitro(s): Julio Matto | Asistencia: 7 000 espectadores Árbitro(s): Julio Matto |

### Final
| 2 de noviembre de 1994 | Boca Juniors | 1:1 (1:0) | Independiente | Estadio La Bombonera, Buenos Aires |                            |
|                        | Martínez 24' |           | Rambert 72'   | Árbitro(s): Roberto Ruscio         | Árbitro(s): Roberto Ruscio |

| 9 de noviembre de 1994 | Independiente | 1:0 (0:0) | Boca Juniors | Estadio La Doble Visera, Avellaneda |                                |
|                        | Rambert 55'   |           |              | Árbitro(s): Francisco Lamolina      | Árbitro(s): Francisco Lamolina |

|                                   |
|                                   |
| Campeón Independiente 1.er título |

## Estadísticas

### Clasificación general
| Pos. | Equipo             | Pts | PJ | PG | PE | PP | GF | GC | Dif. | Rend.  |
| ---- | ------------------ | --- | -- | -- | -- | -- | -- | -- | ---- | ------ |
| 1    | Independiente      | 10  | 8  | 4  | 2  | 2  | 13 | 4  | 9    | 62,50% |
| 2    | Boca Juniors       | 9   | 8  | 2  | 3  | 3  | 8  | 6  | 2    | 56,25% |
| 3    | São Paulo          | 7   | 6  | 3  | 1  | 2  | 9  | 6  | 3    | 58,33% |
| 4    | Cruzeiro           | 6   | 6  | 3  | 0  | 3  | 8  | 7  | 1    | 50%    |
| 5    | Colo-Colo          | 5   | 4  | 2  | 1  | 1  | 8  | 7  | 1    | 62,50% |
| 6    | River Plate        | 5   | 4  | 1  | 3  | 0  | 4  | 3  | 1    | 62,50% |
| 7    | Estudiantes (LP)   | 5   | 4  | 2  | 1  | 1  | 3  | 3  | 0    | 62,50% |
| 8    | Grêmio             | 4   | 4  | 1  | 2  | 1  | 4  | 5  | −1   | 50%    |
| 9    | Olimpia            | 2   | 2  | 1  | 0  | 1  | 2  | 4  | −2   | 50%    |
| 10   | Peñarol            | 2   | 2  | 1  | 0  | 1  | 2  | 4  | −2   | 50%    |
| 11   | Santos             | 2   | 2  | 1  | 0  | 1  | 1  | 4  | −3   | 50%    |
| 12   | Nacional           | 1   | 2  | 0  | 1  | 1  | 2  | 3  | −1   | 25%    |
| 13   | Racing Club        | 1   | 2  | 0  | 1  | 1  | 2  | 3  | −1   | 25%    |
| 14   | Atlético Nacional  | 1   | 2  | 0  | 1  | 1  | 1  | 3  | −2   | 25%    |
| 15   | Flamengo           | 1   | 2  | 0  | 1  | 1  | 0  | 2  | −2   | 25%    |
| 16   | Argentinos Juniors | 1   | 2  | 0  | 1  | 1  | 2  | 5  | −3   | 25%    |

### Goleadores
| Jugador               | Club          | Goles |
| --------------------- | ------------- | ----- |
| Sebastián Rambert     | Independiente | 5     |
| Albeiro Usuriaga      | Independiente | 4     |
| Luis Alberto Carranza | Boca Juniors  | 3     |
| Edenilson             | Cruzeiro      | 3     |
| Toninho Dos Santos    | Colo-Colo     | 3     |
| Aílton                | São Paulo     | 2     |
| Gabriel Amato         | River Plate   | 2     |
| Caio                  | São Paulo     | 2     |
| Osvaldo Canobbio      | Nacional      | 2     |
| Euller                | São Paulo     | 2     |
| Fabinho               | Grêmio        | 2     |
| Enzo Francescoli      | River Plate   | 2     |
| Nonato                | Cruzeiro      | 2     |
| Palhinha              | São Paulo     | 2     |
| Jaime Pizarro         | Colo-Colo     | 2     |